# Шостак, Яна
Яна Шо́стак (пол. Jana Szostak, Jana Shostak, бел. Яна Шостак) — польско-белорусская художница, активист, политик и общественный деятель.

## Биография

### Ранние годы и образование
Родилась в 1993 году в Гродно. В 2010 переехала в Польшу где в 2013 году окончила Краковскую академию искусств, а позже и Академию изящных искусств в Варшаве.

### Художественная и общественная деятельность
9 сентября 2015 года в Познани вместе с Доротой Тылькой, Лукашка Стыльцей, Моникой Качмарчик и  Иванки Рахвалем установила новый рекорд в польской Книге рекордов Гиннеса, создав самую длинную аудиодорожек из городских тегов. Видео длится 7 минут 59 секунд и состоит из 647 слов.
В 2016 году Шостак принимала участие в акции Manifesta 11 в Цюрихе.
На Всемирном дне молодёжи 2016 в Кракове во время встречи Папы римского с волонтёрами разместила баннер с надписью «Papa call me» (рус. «Папа, позвони мне») и своим номером телефона. Целью перформанса было обратить внимание на проблему педофилии в польской церкви.
20 июня 2017 защитила магистерскую диссертацию в Студии пространственной деятельности профессора Мирослава Балки. Защита состоялась в магазине Saturn в торговом центре «Złote Tarasy» в Варшаве.
В 2018 вместе с Якубом Ясюкевичем создаёт фильм «Miss Polonii», являющийся смесью документального фильма, комедии и визуального эссе. Премьера фильма состоялась в 2021 году.
В 2021 совместно с Николаем Собчаком стала лауреатом премии «Паспорт «Политики»» в номинации визуальные искусства.
В 2020 году на фоне протестов в Беларуси организовала акцию Минутка крика для Беларуси перед представительством Европарламента в Варшаве. Неоднократно критиковала помощь польского правительства белорусской оппозиции за её неэффективность. 8 сентября 2020 года во время встречи Матеуша Моравецкого со Светланой Тихановской, Шостак обвинила польского премьер-министра в трудностях при пересечении белорусско-польской государственной границы. Через два дня после этого к Шостак обратился глава Канцелярии Совета министров Михал Дворчик, обвинив активистку в клевете.

### Политическая деятельность
В июне 2023 году Яна Шостак объявила о выдвижении своей кандидатуры на предстоящие парламентские выборы. Шостак планировала избираться по партийному списку Гражданской коалиции по рекомендации партии «Зелёные» (под 13-м номером) в избирательном округе №24 (Подляское воеводство), однако была исключена из списка за свою позицию касательно легализации абортов. 29 августа стало известно, что Шостак всё же примет участие в выборах, но уже по списку «Левых» в избирательном округе №39 (Познань) под номером 11.
По результатам выборов Шостак получила 1786 голосов и в парламент не прошла.

## Участие в выборах
| Выборы | Избирательный комитет | Избирательный комитет | Орган                           | Результат    |
| ------ | --------------------- | --------------------- | ------------------------------- | ------------ |
| 2023   |                       | Левые («Новые левые») | Сейм Республики Польша X созыва | 1786 (0,30%) |